# Marion Hutton

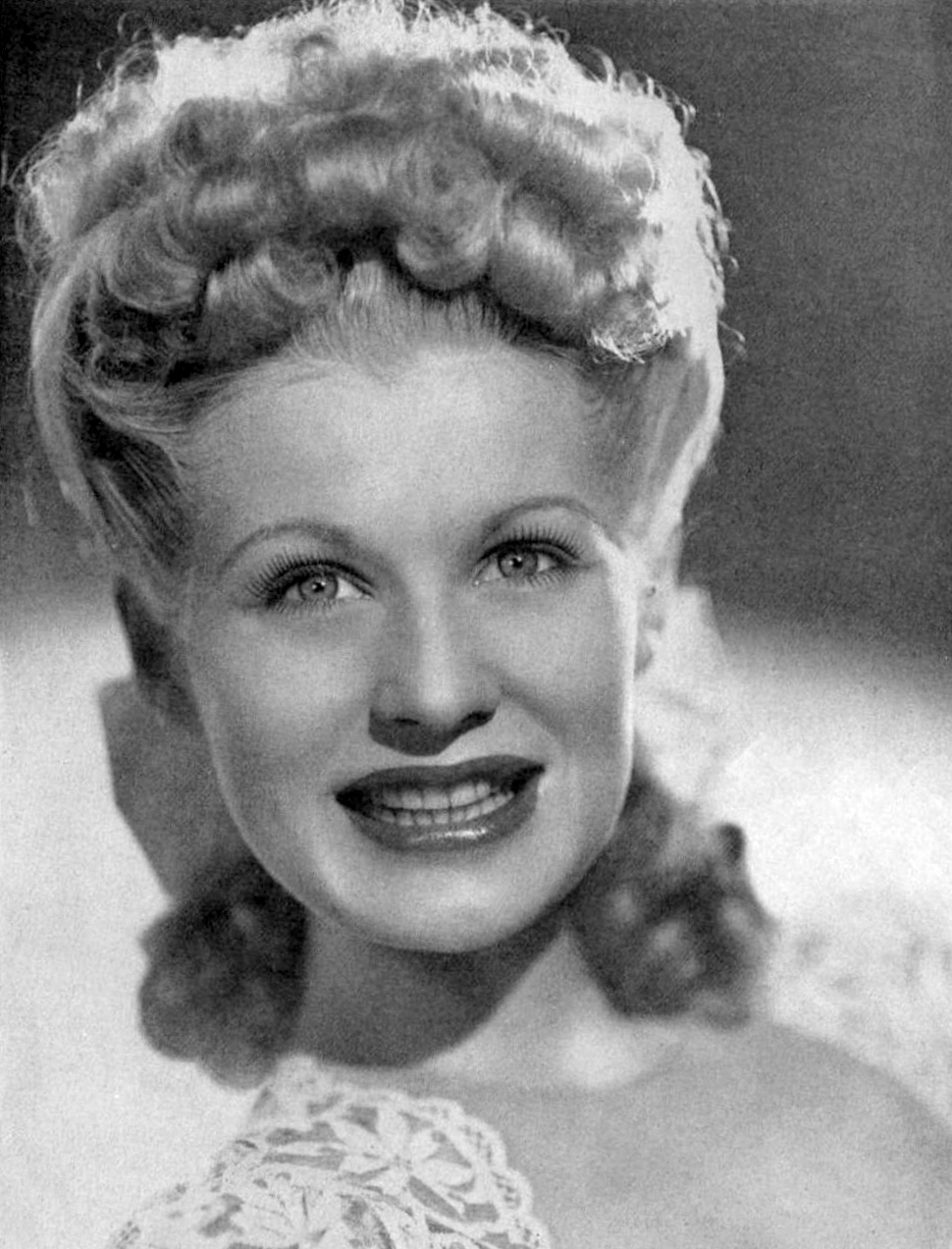
Marion Hutton, 1944.

Marion Hutton, geborene Thornburg (* 10. März 1919 in Fort Smith, Arkansas; † 10. Januar 1987 in Kirkland, Washington), war eine US-amerikanische Sängerin und Schauspielerin. Sie war bekannt für ihre Auftritte mit dem Glenn Miller Orchestra zwischen 1938 und 1942. Ihre Schwester war die Sängerin und Schauspielerin Betty Hutton.

## Leben

### Jugend
Marion Thornburg wurde in Fort Smith geboren und wuchs in Battle Creek mit ihrer jüngeren Schwester Betty Hutton auf. Der Vater hatte die Familie verlassen, als die beiden Mädchen noch jung waren. Später beging er Selbstmord. Die Mutter arbeitete in den verschiedensten Berufen, um die Familie über Wasser zu halten, bis sie schließlich ein erfolgreicher bootlegger (Alkoholschmugglerin) wurde. Beide Schwestern sangen im Vincent Lopez Orchestra.

### Entdeckung durch Glenn Miller
Hutton wurde von Glenn Miller entdeckt und 1938 eingeladen in das Glenn Miller Orchestra einzutreten. Hutton durfte eigentlich noch nicht in Nightclub auftreten, da sie noch minderjährig war. Miller und seine Frau Helen ließen sich offiziell als Foster Parents eintragen, um als Huttons Erziehungsberechtigte aufzutreten und ihr Zugang zu den Nightclubs zu ermöglichen. Marion Hutton betrachtete sich selbst eher als Entertainerin denn als Sängerin. Sie sagte selbst: „Ich war damals erst siebzehn […] und so wurden Glenn und Helen Miller meine Vormünder. Er war wie ein Vater, weil ich niemals einen Vater gehabt habe, an den ich mich erinnere.“ („I was only seventeen then […] and so Glenn and Helen [Miller] became my legal guardians. He was like a father because I never had a father I remembered“). Miller wollte Hutton als 'All-American Girl' präsentieren und stellte sie bei ihren ersten Auftritten als „Sissy Jones“ vor. Das Pseudonym setzte sich jedoch nicht durch und verschwand nach den ersten Auftritten wieder.
Hutton blieb ein wichtiges Mitglied der Glenn Miller Band. Sie blieb bei der Band, bis sich das Orchester 1942 endgültig auflöste.

### Filmkarriere

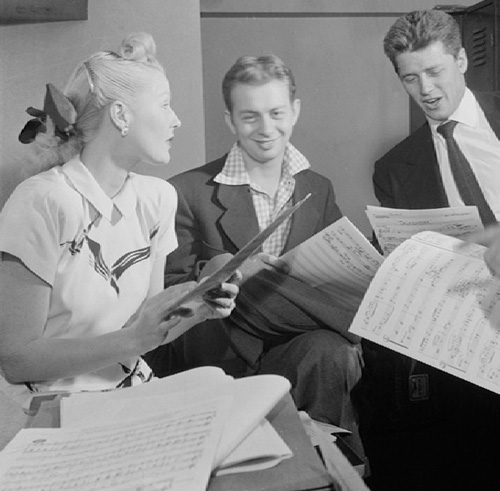
Hutton mit Mel Tormé und Gordon MacRae, 1947.

Jeanine Basinger, eine Filmhistorikerin und Professorin an der Wesleyan University in Middletown (Connecticut), schreibt über Hutton in ihrem Kapitel zu Marions jüngerer Schwester, Betty Hutton, (The Star Machine 2007) und berichtet, das Marion Anfang der 1940er sogar beliebter war als ihre Schwester Betty. Sie hatte eine kleine Rolle in dem Film Orchestra Wives (1942; Twentieth Century Fox), in dem das Glenn Miller Orchestra dargestellt wurde. Nachdem Miller 1942 zur Army ging, tourte sie mit Tex Beneke und den Modernaires, Kollegen aus Millers Orchester, auf einer Theater Tour.
Das nächste größere Ereignis in ihrer Karriere war eine Rolle in In Society mit Abbott and Costello 1944. Dann trat sie mit dem Desi Arnaz Orchestra im Oktober 1947 wieder im Radio City Theatre in Minneapolis auf. Mit dem Ende der 1940er ging auch ihre Karriere zu Ende. Ihre letzt Filmrolle war in dem Film Love Happy der Marx Brothers 1949.

## Familie
Hutton war dreimal verheiratet. Die erste Ehe war mit dem Publizisten und Fernsehproduzenten Jack Philbin 1940. Mit ihm hatte sie zwei Söhne, John und Phillip. Aus ihrer zweiten Ehe mit dem Schriftsteller Jack Douglas ging der Sohn Peter hervor. Peter Hemming ist Fotojournalist. Ihre letzte und längste Ehe mit Vic Schoen, einem Arrangeur der Andrews Sisters und von Bing Crosby, begann 1954. Das Paar blieb bis zu ihrem Tod 1987 verheiratet. Hutton erzählte George T. Simon 1974 über ihre erste Ehe: „Was ich am meisten wollte, war Frau und Mutter zu sein. Ich hatte gar keine Ambitionen für eine Karriere.“
Um 1965 hatte Hutton laut der New York Times einige Behandlungen in Entzugskliniken. In den 1950ern ging sie nochmals zur Schule. Sie erwarb Abschlüsse in Psychologie und arbeitete in einer Klinik. Während der 1960er und 70er lebten Hutton und Schoen in Laguna Beach, mussten jedoch später aufgrund von finanziellen Problemen umziehen. 1981 zogen Hutton und Schoen von Irvine, Kalifornien nach Kirkland (Washington), Washington, wo sie Residence XII gründeten, eine Entzugsklinik in der Hutton Executive Director war.
Schoen und Hutton spielten zahlreiche Fundraisingkonzerte für die Klinik. Beide hatten mit Alkoholismus gekämpft und waren in den 1970ern letztlich frei geworden und hatten sich den Alcoholics Anonymous (AA) angeschlossen. Sie besuchten regelmäßig die Treffen und halfen zahlreichen anderen Suchtkranken. Schoen arrangierte später noch die Musik für Glenn Miller Remembered, eine Video-Pruktion des  Public Broadcasting Service (PBS), die 1984 in Seattle aufgenommen wurde. Darin traten Tex Beneke und Marion Hutton auf. Außerdem machte er die Arrangements für Glenn Miller–A Moonlight Serenade die 1984 vom PBS im historischen Glen Island Casino aufgenommen wurde mit Tex Beneke, Johnny Desmond und Marion Hutton.

### Tod
Marion Hutton starb am 10. Januar 1987 im Alter von 67 Jahren in Kirkland an Krebs.

## Diskographie
- 1939 Ding Dong the Witch is Dead. Glenn Miller and his Orchestra, Bluebird 12. Juli 1939.
- 1942 That’s Sabotage. Glenn Miller and his Orchestra, Victor 17. Juni 1942.
- 1940 The Rhumba Jumps. mit Tex Beneke, Glenn Miller and his Orchestra, Bluebird 26. Januar 1940.
- 1940 Say „Si Si“.  Glenn Miller and his Orchestra, Bluebird 10622 26. Januar 1940.
- 1942 I’ve Got a Gal in Kalamazoo mit Tex Beneke and the Modernaires, Glenn Miller and his Orchestra, Victor 27934, 20. Mai 1942.